# Église protestante de Genève
Pour les articles homonymes, voir EPG.
L'Église protestante de Genève (EPG) est la principale Église réformée du canton de Genève. Elle est l’héritière du mouvement de la Réforme au XVIe siècle, marqué par Jean Calvin.
Elle est membre de l'Église évangélique réformée de Suisse.

## Histoire
L'Église protestante de Genève a été fondée à la suite de l'adoption de la Réforme protestante le 21 mai 1536. Elle a pour prédécesseur la Compagnie des pasteurs mise en place par Jean Calvin et s'est progressivement mise en place entre 1842 et 1903 avec la création des Conseils de paroisse
En 2023, l'EPG emploie plus de 50 pasteurs, diacres et chargés de ministère (dont 23 femmes) et représente 50 000 personnes protestantes sur le territoire du canton de Genève.

## Mission
La mission de l'Église protestante de Genève est de « donner accès à la Parole de Dieu ». Cette mission se décline de multiples manières : cultes et célébrations (baptême, mariage, service funèbre), enseignement, vie communautaire ; et services (aumôneries, soutien aux personnes fragilisées, aide humanitaire, etc…) rendus à la population sans distinction d’appartenance ethnique ou confessionnelle.

## Autorités

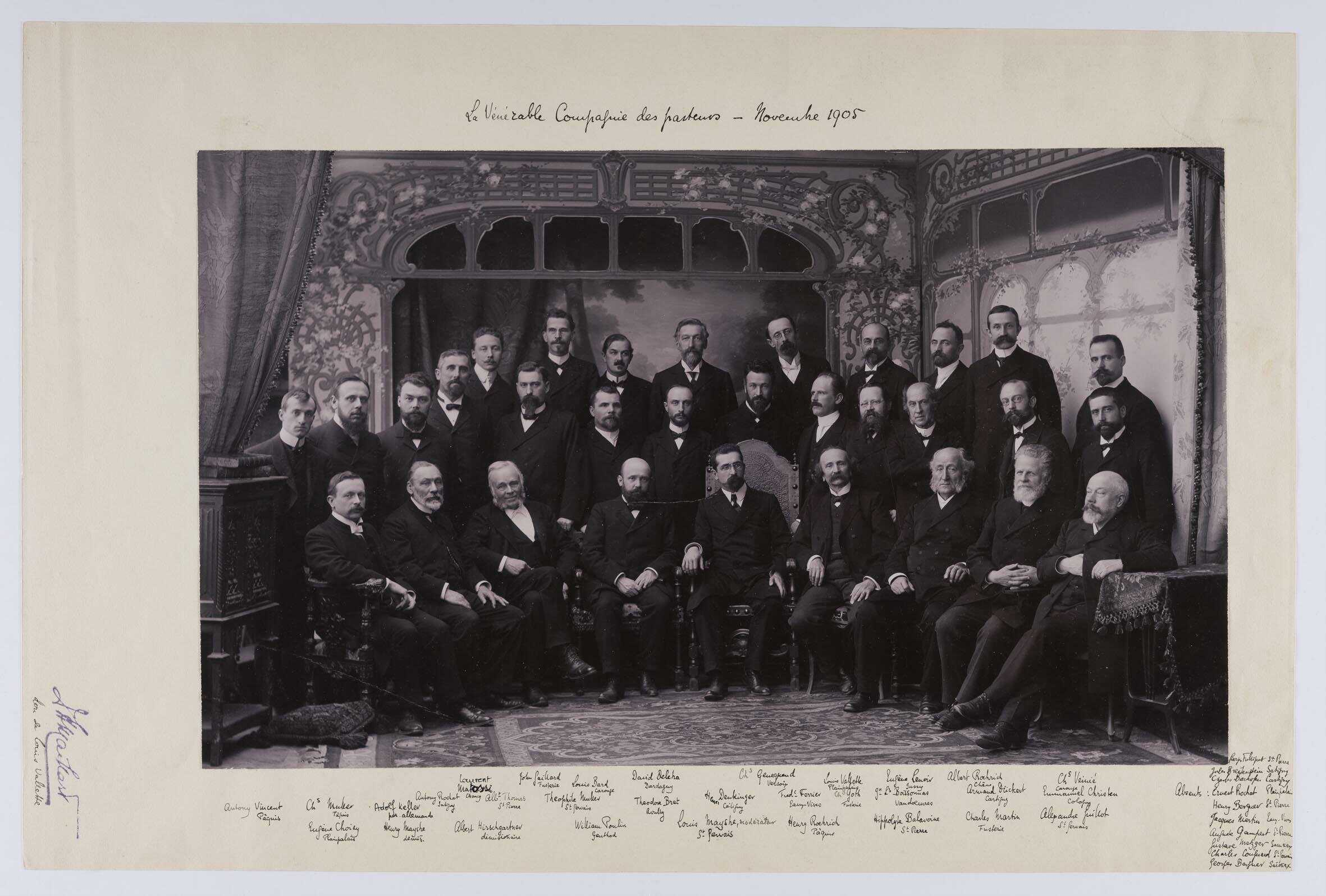
La « vénérable Compagnie des pasteurs » en 1905.

L’Église protestante de Genève est régie par un système presbytéro-synodal. Il existe trois pôles d'autorité au sein de l'EPG : le Consistoire, la Compagnie des pasteurs et des diacres, et les Conseils de paroisse et de ministère.

### Le Consistoire
Le « Consistoire » réunit des représentants des paroisses, ministères, pôles ainsi que de la Faculté de théologie, et de deux autres structures : la Compagnie des pasteurs et des diacres et le Conseil du Consistoire. Le Consistoire définit les grandes orientations et la politique générale de l’Église, se prononce sur ses finances, élabore sa Constitution et ses Règlements. Le « Conseil du Consistoire » est composé d’au moins six personnes dont une majorité de laïques, et du modérateur ou de la modératrice avec voix délibérative. Il représente officiellement l’Église et veille à la bonne exécution des décisions du Consistoire. Plus généralement, il est chargé « de promouvoir, de présenter et de soumettre au Consistoire les questions à caractère stratégique » concernant la vie et la mission de l’Église, la gestion des ressources humaines, la formation, la gestion des bâtiments, les finances et la communication.

### La Compagnie des pasteurs et des diacres
La Compagnie des pasteurs et des diacres est l'autorité théologique de l’Église. Fondée en 1541 par les ordonnances ecclésiastiques inspirées par le réformateur Jean Calvin, elle réunit tous les professionnels ecclésiaux au sein de l'EPG (pasteurs, diacres, chargés de ministère). Elle s’occupe de de l’exercice du ministère, de la vie de l’Église, du soutien et de la formation des pasteurs. Elle est présidée par un « modérateur » ou une « modératrice ».

### Les Conseils de paroisse et de ministère
Les Conseils de paroisse (anciennement « Conseils des anciens », début du 20e siècle) et les Conseils de ministère sont les autorités responsables des paroisses et des ministères.

## Organisation
Le territoire du canton de Genève est divisé en sept régions (Arve et Lac, Centre-ville Rive gauche, Centre-ville Rive droite, Salève, Plateau-Champagne, Rhône-Mandement et Jura-Lac), elles-mêmes divisées en 24 paroisses. Trois autres paroisses sont dites « cantonales » ; elles ne relèvent pas d'une région particulière : la communauté des sourds et malentendants de Genève, la communauté œcuménique des personnes handicapées et de leurs familles, et la paroisse Suisse-allemande.
Les paroisses, ainsi que les espaces (Espace Fusterie, Espace Saint-Gervais, Espace Madeleine) les services et les ministères (ministère enfance, ministères pionniers, service de la formation, services d’aumônerie) sont représentés au Consistoire.

## Personnalités liées
- Carolina Costa Andres, pasteure et comédienne
- Marc Pernot, pasteur, animateur du blog jecherchedieu.ch[14]